# Кленић
Кленић (лат. Leuciscus leuciscus) је слатководна риба из фамилије Cyprinidae.
- Латински назив: Leuciscus leuciscus
- Локални називи: брзак
- Макс. дужина: до 40
- Макс. маса: 1
- Време мреста: од марта до маја

## Опис и грађа
Кленић има округласто, заобљено - заокружено тело и мала, испупчена уста. Глава му је, као и леђа тамноплаве боје, а на боковима има сјајну сребрнкасту боју са бројним тамним линијама које прате смер крљушти. Стомачна и анална пераја су му беличаста, прошарана светло црвеном бојом, а леђна и грудна су на крајевима црна. Леђно пераје има само седам жбица, а репно пераје му је снажно расцепљено. 
Кленић може да нарасте максимално до 40 cm, а максимална тежина му је око 1kg. Може да живи до 16 година. Годишње порасте двоструко, па кленић од једне године има 25 g, од две године 50 g, од три године 100 g и од четири 200 g. 

## Навике, станиште, распрострањеност
Кленић је распрострањен у рекама и потоцима Европе, северно од Алпа, као и у Азији. Највише је присутан у Француској и Немачкој, али се проширио и до Ирске, где се користи као риба - мамац. Преферира воду од 6.0 до 8.0 pH, а идеални распон температуре је од 4 до 20°C. Воли чисте потоке и дубоке реке где зими плива преко шљунковитог дна, а лети је ближе површини воде. 
Кленић је типична слатководна риба али он зна ући и у брактичне воде - Балтичко мора. Живахна је и активна риба, радо се скрива иза камења, зими борави у дубљим водама. Храни се црвима, инсектима, ларвама инсеката, пужевима и ретко биљкама. 

## Размножавање
Кленић се мрести се од марта до маја и тада женка положи око 30.000 јајашаца икре, која се лепе на водено биље, или на потопљене пањеве и камење. Претпоставља се да се кленић мрести, како многи ихтиолози мисле, неколико пута, и то прво најстарији примерци. Полно је зрео са 3 године. 